# Монтё, Пьер
Пьер Монтё (фр. Pierre Monteux; 4 апреля 1875[…], Париж — 1 июля 1964[…], Ханкок, Мэн) ― французский и американский дирижёр.

## Биография
В шесть лет начал обучаться игре на скрипке, в девять поступил в Парижскую консерваторию, где учился по классам скрипки (у Жана Пьера Морена и Анри Бертелье), гармонии (у Лавиньяка) и контрапункта (у Леневё). В 1896 Монтё окончил консерваторию, поделив первую премию с Жаком Тибо. В двенадцать лет дирижировал оркестром, сопровождавшим концерты Альфреда Корто в Париже, а в пятнадцать был принят в группу альтов в оркестр Опера-Комик и в оркестр Колонна, где он в 1894 году стал помощником главного дирижёра и хормейстером. В том же году Монтё стал альтистом квартета Джелозо и работал в этом коллективе до 1911 года (в частности, принимал участие в исполнении одного из струнных квартетов Брамса в присутствии самого композитора). Дирижёрская карьера Монтё продолжилась в 1908 с оркестром казино в городе Дьеп, а в сезоне 1913/14 года ― в Парижской опере. В 1911 году Монтё был приглашён Сергеем Дягилевым в качестве дирижёра Русских балетов, и под его управлением в течение ближайших трёх лет состоялись премьеры «Петрушки» и «Весны священной» Стравинского, «Дафниса и Хлои» Равеля и других балетов, оперы-балета «Золотой петушок». Блестящая интерпретация этих сочинений позволила Монтё сблизиться с Дебюсси, Равелем, Стравинским и другими современными композиторами. В дальнейшем Монтё стал активно пропагандировать их сочинения, исполняя их в своих концертах. Стравинский неоднократно высоко отзывался о профессиональной тщательности, с которой Монтё готовил исполнение его партитур. В «Хронике моей жизни» композитор отмечал: «Прекрасно зная своё дело и людей, с которыми ему приходилось работать, он умел ладить со своими музыкантами — вещь очень полезная для дирижера». 
В 1916 году Монтё уехал в США, где в 1917―1919 годах дирижировал в Метрополитен-опера, в основном, французским репертуаром, но также и другими произведениями, в частности, американской премьерой «Золотого петушка» Римского-Корсакова. Переехав в 1920 году в Бостон, он возглавил местный симфонический оркестр и познакомил публику с сочинениями Дебюсси, Шоссона, Мийо, Блисса, Бриджа, де Фальи, Малипьеро, Шрекера, Шимановского и многих других композиторов. В 1924 году Монтё вернулся в Европу и стал вторым дирижёром оркестра Концертгебау (вместе с Виллемом Менгельбергом), и в течение ближайших десяти лет работал с ним. С 1929 по 1938 год он также руководил основанным им Симфоническим оркестром Парижа, с которым дал ряд мировых премьер (например, Третьей симфонии Прокофьева). Стремясь помочь молодым музыкантам, в 1932 году Монтё основал в Париже школу дирижёров, затем перенеся её в Ханкок (там среди его учеников были Эрих Кунцель, Невилл Марринер, Лорин Маазель, Андре Превин). В 1936 году он вновь уехал в США и до 1952 года дирижировал симфоническим оркестром Сан-Франциско, подняв мастерство этого коллектива до мирового уровня. В 1942 году Монтё принял американское гражданство.
С 1951 года Монтё выступал как приглашённый дирижёр с Бостонским симфоническим оркестром, в 1953―1956 годах ― в Метрополитен Опера. В это время он сделал ряд записей, но сам предпочитал живое исполнение в зале. Музыкант огромной творческой активности, Монтё работал до преклонного возраста: в 1961 году, в возрасте 86 лет, он подписал контракт с Лондонским симфоническим оркестром на двадцать пять лет с возможностью продления. За оставшиеся три года жизни Монтё сделал с этим оркестром записи «Ромео и Джульетты» Берлиоза, Второй симфонии Брамса, Седьмой симфонии Дворжака, «Энигма-вариации» Элгара и сочинений Дебюсси и Равеля.
Его сын Клод Монтё(фр. Claude Monteux, 1920—2013) — американский флейтист, хормейстер, дирижёр и педагог.

## Творчество
Дирижёрская техника Монтё основывалась на экономных, компактных движениях рук, с помощью которых он добивался от оркестра идеальной текстуры звучания, ритмической силы и качественного звука. Присущие ему темперамент, чувство стиля и мастерство организации ансамбля проявились в его интерпретациях французских романтиков и импрессионистов, немецкой и русской музыки XIX—XX вв.

## Признание
По результатам опроса, проведённого в ноябре 2010 года британским журналом о классической музыке BBC Music Magazine среди ста дирижёров из разных стран, среди которых такие музыканты, как Колин Дэвис (Великобритания), Валерий Гергиев (Россия), Густаво Дудамель (Венесуэла), Марис Янсонс (Латвия), Пьер Монтё занял шестнадцатое место в списке из двадцати наиболее выдающихся дирижёров всех времён.
Музыкальный критик Норман Лебрехт включил запись балета Мориса Равеля «Дафнис и Хлоя», осуществлённую Лондонским симфоническим оркестром под управлением Пьера Монтё в апреле 1959 года на фирме Decca Records, в число «100 главных вех в истории грамзамписи» (в своей книге «Маэстро, шедевры и безумие»).